# SpaceX Dragon 2

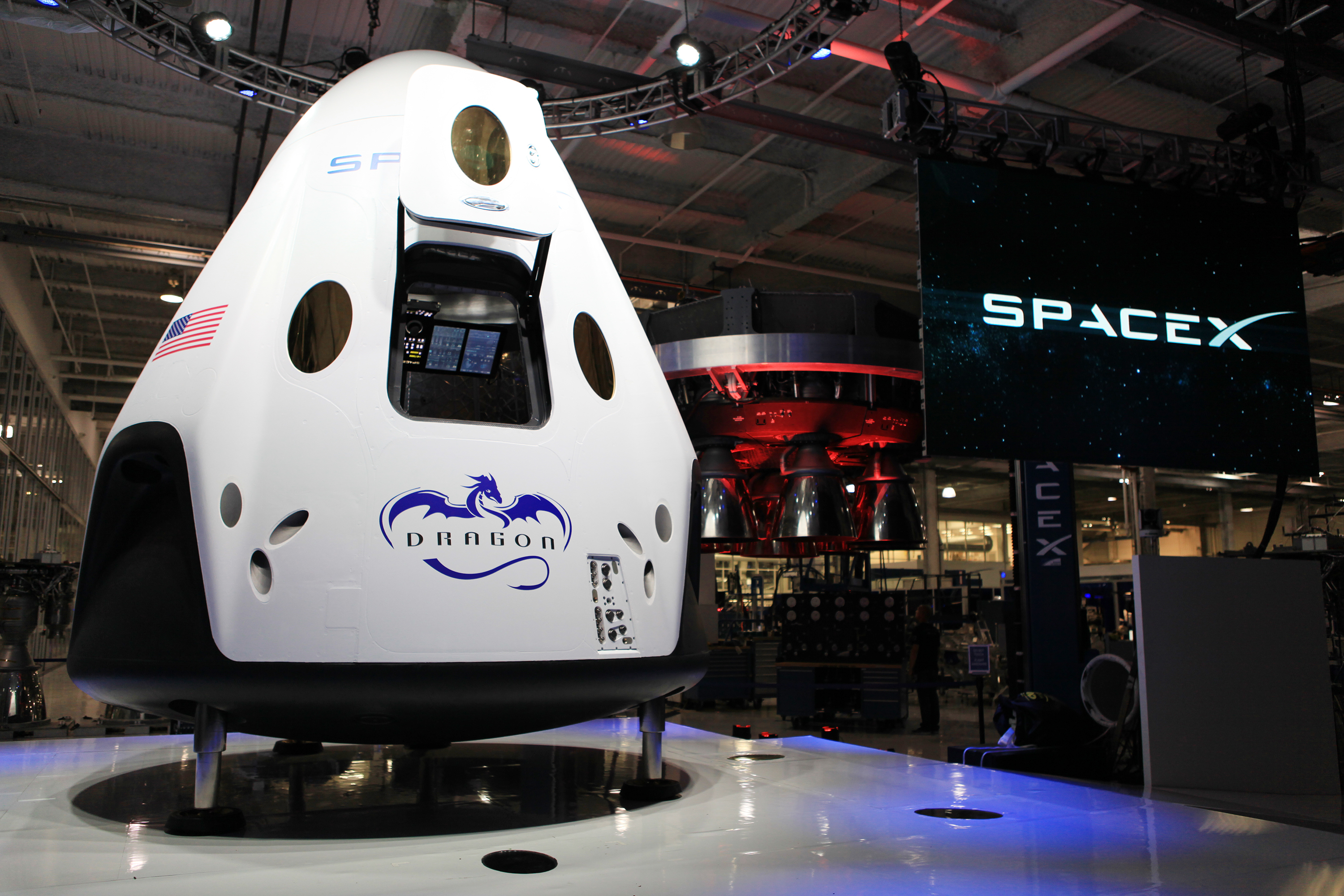
Dragon 2 dentro da sede da SpaceX em Hawthorne, Califórnia.

A Dragon 2, é a segunda versão da nave espacial SpaceX Dragon, é um veículo para transporte humano capaz de fazer um pouso terrestre suave. A Dragon 2 inclui um sistema de propulsão mais avançado bem como janelas muito maiores, e o trem de pouso se estende desde a parte inferior da espaçonave. A espaçonave é lançada no topo de um veículo Falcon 9 Block 5, e a cápsula retorna à Terra por meio de amaragem. Desde 2020, quando a Dragon 2 realizou seus primeiros voos tripulados e não tripulados, ela provou ser a espaçonave mais econômica já usada pela NASA. A sua principal missão é transportar astronautas à Estação Espacial Internacional, e estações espaciais privadas.
Em 2 de março de 2019, foi lançado o primeiro voo de teste orbital não tripulado. O primeiro voo tripulado da cápsula Crew Dragon estava marcado para 27 de maio de 2020. Entretanto, o clima desfavorável resultou no cancelamento do lançamento, com a data sendo adiada para 30 de maio de 2020.

## Projeto
A espaçonave Dragon 2 foi anunciada no dia 29 de maio de 2014, depois de inicialmente ser prevista para dar início ao projeto em 2013. A variante da Dragon referiu consideravelmente da nave Dragon que foi projetada apenas para transportar carga, que esteve operacional entre 2010 e 2020. A Dragon 2 poderá fazer o seu primeiro voo a partir do final do ano de 2015, e seu primeiro voo com pessoas poderá ocorrer a partir de 2016. Um lançamento de teste da Dragon 2 está previsto para 2014. Em 16 de setembro de 2014 a NASA selecionou o veículo de lançamento Falcon 9 da SpaceX e a nave espacial Dragon para transportar astronautas estadunidenses para a Estação Espacial Internacional no âmbito do Programa Tripulação Comercial.

## Lista de naves Crew e Cargo Dragon
Unidades e missões após 20 de abril de 2019 e a destruição da C201.
| Serial Number    | Missão                                                                             |
| ---------------- | ---------------------------------------------------------------------------------- |
| C200 DragonFly   | Testes na McGregor Test Facility, Pad Abort Test.                                  |
| C201             | Crew Dragon Demo-1; destruída durante testes iniciais para o In-Flight Abort Test. |
| C202, C203, C204 | Artigos de teste                                                                   |
| C205             | In-Flight Abort Test                                                               |
| C206             | Crew Dragon Demo-2                                                                 |
| C207             | CCtCap-1                                                                           |
| C208–C212        | CCtCap-2 – CCtCap-6                                                                |
| C2??             | Cargo Dragon : CRS-21 – CRS-26                                                     |

## Lista de voos
Lista apenas inclui missões completas ou anunciadas. As datas de lançamento estão em UTC.
| Missão                           | Cápsula №      | Data de lançamento (UTC)                          | Tripulação                                                     | Notas | Tempo na ISS (dd:hh:mm) | Resultado |
| -------------------------------- | -------------- | ------------------------------------------------- | -------------------------------------------------------------- | --- | ----------------------- | --------- |
| Dragon 2 pad abort test          | C200 DragonFly | 6 de maio de 2015                                 | —                                                              | Pad abort test, Cape Canaveral Air Force Station, Florida. | —                       | Sucesso   |
| Crew Dragon Demo-1               | C201           | 2 de março de 2019                                | —                                                              | Teste não tripulado da cápsula Crew Dragon; acoplada em 3 de março de 2019, 08:50 UTC; desacoplou em 8 March 2019, 05:32 UTC. | 04:21:17                | Sucesso   |
| Crew Dragon In-Flight Abort Test | C205           | 19 de janeiro de 2020                             | —                                                              | Usou a cápsula originalmente planejada para Crew Dragon Demo-2. | —                       | Sucesso   |
| Crew Dragon Demo-2               | C206           | 27 de maio de 2020 (Cancelado) 30 de maio de 2020 | Douglas Hurley Robert Behnken                                  | Teste tripulado com dois astronautas por duas semanas. Usou a cápsula planejada para a primeira missão operacional. | 62:09:08                | Sucesso   |
| Crew-1                           | C207           | 15 de Novembro de 2020                            | Michael Hopkins Victor J. Glover Soichi Noguchi Shannon Walker | De acordo com o sucesso da Demo-2, NASA contratou seis voos operacionais. A primeira entregará a tripulação da Expedição 64/65, consistindo de Mike Hopkins, Victor Glover, o astronauta da JAXA Soichi Noguchi e Shannon Walker. | ~6 meses                | Sucesso   |
| CCtCap missões 2–6               | C208–C212      | NET Q4 2020–2022                                  | ASA                                                            | NASA contratou seis voos operacionais para carregarem até quatro astronautas e 99 quilos de cargo para a ISS. |                         | Planejado |
| CRS-2 missões 1–6                | C2??–C2??      | NET Q3 2020–2024                                  | ASA                                                            | Seis lançamentos adicionais do Cargo Dragon dentro do contrato CRS-2. |                         | Planejado |
| Space Adventures                 | C2??           | fim de 2021 ou 2022                               | ASA                                                            | |                         | Planejado |